# Санта Луча (Арецо)
Санта Луча је насеље у Италији у округу Арецо, региону Тоскана.
Према процени из 2011. у насељу је живело 39 становника. Насеље се налази на надморској висини од 269 м.